# Jakowlew Jak-112
Die Jakowlew Jak-112 (russisch Яковлев Як-112) ist ein leichtes Mehrzweckflugzeug des russischen Flugzeugherstellers Jakowlew. Die Maschine startete am 20. Oktober 1992 zum Erstflug.

## Entwicklung
Die Entwicklung dieses Typs begann 1988. Grundforderungen für den neuen Typ waren:
- Transport von 2 bis 3 Passagieren und den Piloten.
- Transport hochwertiger Fracht oder Post bis zu 270 kg
- Einsatz als Schulflugzeug
- Möglichkeit zum Einsatz im Flugzeugschlepp
- Einsatz bei der Wald- und Pipelinekontrolle
- Liegendtransport bei medizinischen Notfällen
- Einsatz als Sprühflugzeug

Letztlich stellte sich ein ähnliches Einsatzspektrum wie für die seinerzeitige Jakowlew Jak-12 dar, was auch für die Typennummer mitausschlaggebend war. Insgesamt ähnelt die Jak-112 auch der Jak-12, ist jedoch in modernster Technik ausgeführt. Zunächst waren russische Motoren (auch ein Dieselaggregat) vorgesehen, doch deren Entwicklung verzögerte sich. Bei Prototypen wurde deswegen ein Lycoming IO-360-ES mit 153 kW verwendet, der sich jedoch als zu schwach erwies. Mit stärkerem Motor, geänderter Motorverkleidung und weiteren kleineren Veränderungen wurde das produktionsreife Muster am 15. Dezember 1995 erstmals geflogen.
Der komplett aus Metall hergestellte einmotorige abgestrebte Schulterdecker verfügt in einer großzügig verglasten Kabine über Platz für vier Personen. Das Bugradfahrwerk ist nicht einziehbar, kommt auch mit nicht oder schlecht präparierten Pisten zurecht und kann mit Skiern ausgerüstet werden.
Als Antrieb kommt nun ein amerikanischer Textron Lycoming zum Einsatz, der seine Leistung von 190 kW auf einen verstellbaren Hartzell-Metall-Propeller abgibt.
Die Avionik kann dabei neben russischen Komponenten auch aus Geräten von BendixKing bestehen. Dabei ist es möglich, die Maschine so auszurüsten, dass sie allwettertauglich wird. Auch ein Instrumentenlandesystem kann integriert werden.

## Technische Daten (Herstellerangaben)
| Kenngröße                  | Daten                |
| -------------------------- | -------------------- |
| Baujahre                   | 1992–?               |
| Hersteller                 | Jakowlew             |
| Besatzung                  | 1                    |
| Passagiere                 | 3                    |
| Spannweite                 | 10,25 m              |
| Länge                      | 6,96 m               |
| Höhe                       | 2,90 m               |
| Flügelfläche               | 16,96 m²             |
| Flügelstreckung            | 6,2                  |
| Leermasse                  | 950 kg               |
| Startmasse                 | max. 1520 kg         |
| Nutzlast                   | 350 kg               |
| Höchstgeschwindigkeit      | 230 km/h             |
| Reisegeschwindigkeit       | 193 km/h             |
| Start/Landegeschwindigkeit | 120 km/h             |
| Reichweite                 | 1000 km              |
| Gipfelhöhe                 | 4000 m               |
| Startrollstrecke           | 260 m                |
| Landerollstrecke           | 340 m                |
| Triebwerk                  | ein Textron Lycoming |
| Leistung                   | 190 kW (258 PS)      |